# Somatotrof cell
Somatotrofa celler är celler i främre hypofysen (även kallad adenohypofysen). Dessa celler utgör 30-40% av adenohypofysen och har till funktion att frisätta tillväxthormon som svar på GHRH. Somatostatin (även kallat GHIH) hämmar denna sekretion.
Båda dessa hormonfrisättande hormoner utsöndras från hypotalamus och når adenohypofysen via hypofysens portasystem, ett kärlsystem som snabbt överför hormonfrisättande hormoner mellan hypotalamus och hypofysen.